# Фронт демократии и социалистического единства
Фронт демократии и социалистического единства (ФДСЕ; рум. Frontul Democrației și Unității Socialiste, FDUS) — политическая организация в Социалистической Республики Румынии, существовавшая в 1968-1989 гг. и находившаяся под контролем со стороны Румынской коммунистической партии (РКП). 

## История
ФДСЕ был создан в 1968 году, придя на смену Народно-демократическому фронту (НДФ). Первоначально назывался Фронт социалистического единства (рум. Frontul Unității Socialiste, FUS); название Фронта было изменено в 1980 году. В состав фронта входили все легальные политические организации страны, в том числе единственная легальная политическая партия — РКП. Как и НДФ, ФДСЕ полностью признавал руководящую роль РКП; генеральный секретарь РКП был также председателем Фронта.
На парламентских выборах избиратели голосовали за единый список кандидатов от ФДСЕ, который, таким образом, получал все места в Великом национальном собрании. По официальным данным, на каждых выборах ФДСЕ получал не менее 97 процентов голосов. Выдвижение кандидатов в депутаты вне списка ФДСЕ запрещалось.